# Viniegra de Abajo
Viniegra de Abajo tỉnh và cộng đồng tự trị La Rioja, phía bắc Tây Ban Nha. Đô thị này có diện tích là 65,68 ki-lô-mét vuông, dân số năm 2009 là 104 người với mật độ 1,58 người/km². Đô thị này có cự ly 70 km so với Logroño.